# Tom Meschery
Thomas Nicholas Meschery, nato Tomislav Nikolaevič Meščerjakov, detto Tom (in russo Томислав Николаевич Мещеряков?; Harbin, 26 ottobre 1938), è un ex cestista e allenatore di pallacanestro statunitense di origine sovietica, professionista nella NBA.

## Carriera
Venne selezionato dai Philadelphia Warriors al primo giro del Draft NBA 1961 (7ª scelta assoluta).

## Palmarès

### Giocatore
- NBA All-Star (1963)